# Judelin Aveska
Judelin Aveska (Port-Margot, 21 de outubro de 1987) é um futebolista Haitiano que atua como zagueiro. Atualmente defende o Hang Yuan.